# هوغو باوم
هوغو باوم (بالألمانية: Hugo Baum)‏ (و. 1867 – 1950 م) هو عالم نبات من ألمانيا .
توفي في روستوك ، عن عمر يناهز 83 عاماً.